# Fonte brute
Pour les articles homonymes, voir Fonte.

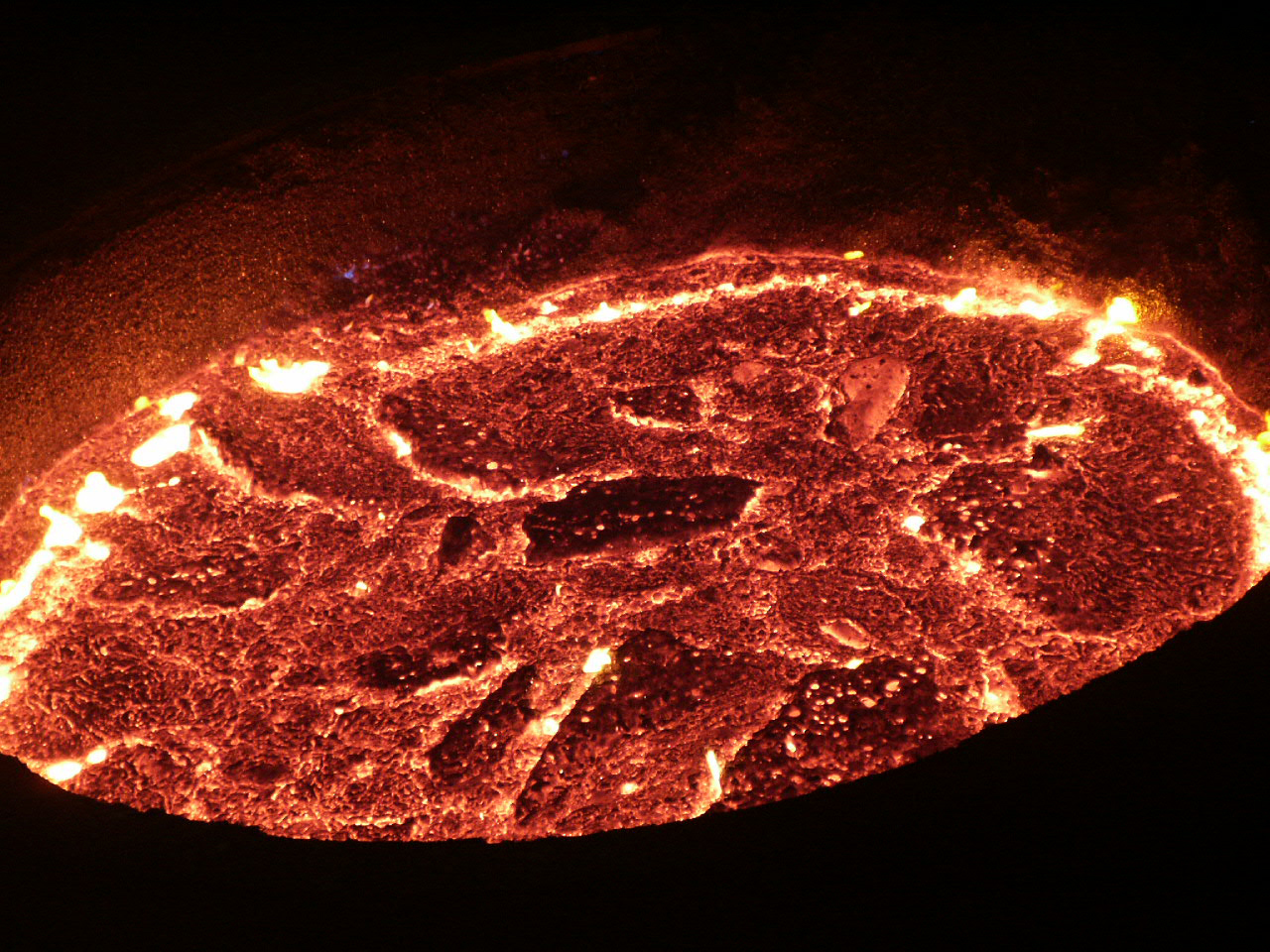
De la fonte brute en fusion, contenue dans une poche.

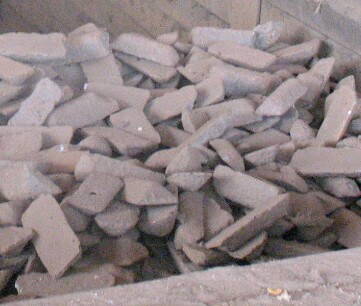
De la fonte brute en gueuses.

La fonte brute est le métal obtenu en sortie de haut fourneau. Cette appellation prend en compte le fait que la qualité de cette fonte, qui est utilisée à l'état liquide, n'est pas caractérisée par des considérations métallurgiques ou mécaniques, mais uniquement par sa composition chimique.
La fonte brute s'apparente à une matière première plus qu'à un produit fini ou semi-fini ; ce n'est qu'un état intermédiaire de la fabrication de l'acier ou de la fonte de moulage.

## Compositions
La fonte brute étant destinée au mazéage ou à l'affinage, sa composition est optimisée pour assurer une meilleure efficacité aux procédés situés en aval du haut fourneau. En effet, pour l'ensemble de la filière, « des raisons économiques s'opposeront, en effet, à ce qu'on multiplie assez les opérations de l'affinage pour tirer d'une mauvaise fonte un fer parfait ».
Distinguer les fontes en fonction de leur finalité (fonte pour affinage au convertisseur ou fonte de moulage), au lieu de leur faciès de rupture (fonte blanche, grise, truitée, etc.) s'est généralisé au cours du XXe siècle, avec l'utilisation de l'acier au détriment du fer puddlé et de la fonte moulée. Ainsi :
« En fonction de leurs utilisations, les fontes peuvent être séparées en deux grandes catégories. Premièrement celles qui vont subir une conversion complète en un autre type de produit ferreux et, deuxièmement, celles qui ne changeront pas de composition ou de nature.… »
— Robert Forsythe, The blast furnace and the manufacture of pig iron, p. 287
| Finalité                                      | Nom / Nuance | Si (%)  | S (%)     | P (%)     | Mn (%) |
| --------------------------------------------- | ------------ | ------- | --------- | --------- | ------ |
| Fontes de conversion                          |              |         |           |           |        |
| Fonte grise pour forges (ie fonte à puddler)  | < 1,5        | < 0,1   | < 1,0     | < 1,0     |        |
| Fonte Bessemer                                | 1,0 - 2,0    | < 0,050 | < 0,1     | < 1,0     |        |
| Fonte Siemens Martin acide (ie bas phosphore) | < 2,00       | < 0,030 | < 0,03    | < 1,0     |        |
| Fonte Siemens Martin basique                  | < 1,00       | < 0,050 | < 1,0     | < 1,0     |        |
| Fonte Thomas                                  | < 1,00       | < 0,050 | 2,0 - 3,0 | 1,0 - 2,0 |        |
| Fontes de moulage                             |              |         |           |           |        |
| Fonte de moulage, nuance 1                    | 2,5 - 3,0    | < 0,035 | 0,5 - 1,0 | < 1,0     |        |
| Fonte de moulage, nuance 2                    | 2,0 - 2,5    | < 0,045 | 0,5 - 1,0 | < 1,0     |        |
| Fonte de moulage, nuance 3                    | 1,5 - 2,0    | < 0,055 | 0,5 - 1,0 | < 1,0     |        |
| Fonte ductile                                 | 0,75 - 1,5   | < 0,050 | < 0,2     | < 1,0     |        |

## Fontes d'aciérie

### Fonte hématite pour affinage au convertisseur Bessemer
Pendant le soufflage réalisé par le convertisseur Bessemer, le caractère exothermique des réactions d'oxydation du silicium, manganèse, du carbone et du fer sont utiles à la conversion en fer, dont le point de fusion est plus élevé que celui de la fonte. L'obtention d'un fer complètement affiné nécessite donc une fonte d'une composition bien précise. Or, pour le procédé Bessemer, le silicium est le principal contributeur thermique : la combustion du silicium présent à la teneur de 1 % élève la température du bain de 300 °C. C'était la teneur visée par les sidérurgistes américains du XIXe siècle, alors que les Anglais utilisaient généralement, à la même époque, des fontes à 2 % de silicium.
Une teneur minimum en silicium est donc nécessaire pour que le soufflage puisse s'achever : cette nécessité a accéléré la disparition des hauts fourneaux à vent froid. Mais produire des fontes très riches en silicium est économiquement coûteux car cela demande une forte consommation de combustible au haut fourneau. De plus, trop de silicium prolonge la durée du soufflage, oxyde davantage le fer, et entraîne une forte consommation de fer par le laitier.

### Fonte destinée à la déphosphoration (fonte Thomas)
Le convertisseur Thomas est très semblable à celui de Bessemer. Il s'en distingue par son fonctionnement en milieu basique, alors que le procédé Bessemer est acide, ce qui le rend apte à extraire le phosphore de la fonte.
Pendant la déphosphoration, le phosphore s'oxyde par une réaction très exothermique et migre dans le laitier (extraction liquide-liquide en milieu fondu). En effet, alors que la contribution thermique de la combustion du carbone, du fer et du manganèse n'est que de quelques degrés, la combustion de 1 % de silicium élève la température du bain de 300 °C et celle de 1 % de phosphore l'augmente de 183 °C.
Or, pour rester basique, le laitier doit contenir un minimum de silice, qui est un oxyde très acide. Pour les sidérurgistes, il est donc essentiel de produire une fonte qui contienne un minimum de silicium, pour ne pas acidifier le laitier par sa transformation en silice, et un maximum de phosphore, dont la combustion va garantir la réussite thermique de l'opération et la qualité du laitier Thomas. Les « fontes Thomas » contiennent donc idéalement moins de 1 % de silicium, alors que celles destinées au procédé Bessemer ont une teneur supérieure. La teneur en phosphore doit être supérieure à 2 %, ce qui exclut les fontes issues de minerais insuffisamment phosphoreux : les minerais américains, trop phosphoreux pour le procédé Bessemer acide et pas assez pour le procédé Thomas basique, entrent dans cette catégorie et, jusqu'au milieu du XXe siècle, ne pouvaient être affinés qu'au four Martin-Siemens basique,.

### Fonte brute moderne

Schéma simplifié de l'approvisionnement de la sidérurgie mondiale en millions de tonnes de fer contenu, en 2012. On constate l'importance de la fonte brute vis-à-vis des fontes de moulage.

Avec la disparition des procédés Bessemer, Thomas et, plus récemment, Martin, les contraintes sur la fonte brute ont changé. Vers 1970, dans 9 usines sidérurgiques sur 10, la fonte destinée au convertisseur est de la « fonte blanche » qui est directement transportée sous forme liquide vers l'aciérie proche dans des wagons-torpilles.
La généralisation des convertisseurs à l'oxygène, qui ont un excellent rendement thermique, amènent la modification des contraintes sur la teneur en silicium ou en phosphore. L'oxydation de ces éléments n'est plus nécessaire au bilan thermique des procédés : leur élimination devient alors une opération coûteuse qu'on évite au maximum.
Par contre, les exigences croissantes sur la qualité des aciers font que même les « fontes non phosphoreuses » doivent être déphosphorées car peu d'aciers modernes acceptent une teneur en phosphore supérieure à 0,02 % (200 ppm). La métallurgie au convertisseur se déroule donc en milieu basique. Par conséquent, la teneur en silicium doit être limitée au maximum. La fonte brute devant contenir initialement le moins possible de phosphore, la valorisation du laitier comme engrais phosphaté disparaît également à cause des trop faibles teneurs en phosphore qu'il contient désormais.

## Fontes de moulage
Pour un article plus général, voir Fonte (métallurgie).
On distingue parmi les fontes brutes destinées à la fonderie celles qui seront coulées telles quelles (fonte grise) et celles qui seront traitées avant (fonte malléable, à graphite sphéroïdal, etc.). Le comportement mécanique de la fonte moulée (faciès de rupture, ductilité) étant issu à la fois de la composition chimique et des techniques de mise en œuvre pendant le moulage, la fonte brute est donc, là aussi, classée uniquement en fonction de sa composition chimique :
« Il est maintenant courant d'acheter des fontes selon leur composition chimique au lieu de leur type de fracture[…]

Les caractéristiques physiques de la fonte [de moulage] sont essentiellement dues à l'état dans lequel se trouve le carbone, et le facteur principal déterminant la condition du carbone est la quantité de silicium. Mais comme le silicium n'est pas le seul agent influent, il arrive qu'il n'agisse pas de manière classique sur le carbone. Le faciès de rupture ne peut alors pas renseigner sur la teneur en silicium, et donc sur la qualité de la pièce moulée. Il est toutefois maintenant plus courant de classer les fontes selon leur teneur en carbone que selon l'apparence de leur cassure… »
— Robert Forsythe, The blast furnace and the manufacture of pig iron, p. 308-309